# Sara Solá de Castellanos
Sara Liboria Solá Curth de Castellanos (Salta, Argentina, 23 de julio de 1888 - Salta, 3 de julio de 1978) fue una  poetisa, novelista, dramaturga y musicóloga argentina que escribió la letra de Gloria a Salta (el Himno de la ciudad de Salta), además de dos extensos poemarios: Poemas del paisaje y Tiempo Añorado, y una serie de poemas juveniles, novelas y canciones.

## Biografía
Nació en la ciudad de Salta en 1888, proveniente de una de las familias tradicionales de la ciudad. Era hermana de la poetisa Emma Solá y del historiador Miguel Solá. Firmando con el seudónimo de Violeta del Valle, comenzó a publicar composiciones poéticas desde muy joven en diarios y revistas locales, de Tucumán y también nacionales como Caras y Caretas. En 1923 editó Elogio de la Vida Provinciana, poemas entre los que se incluye el poema dramático. También compuso obras teatrales, entre las más destacadas se encuentran: En los Tiempos Gloriosos, que se estrenó en el Teatro Victoria de Salta en 1928 y Florilegio del Milagro y Santoral. También compuso novelas, como La Esposa del Oidor, por la que recibió distinciones en los Juegos Florales y por el Consejo Nacional de Mujeres. Publicó en diarios trabajos de carácter histórico sobre temas lugareños y ensayos biográficos sobre personajes locales o vinculados a la historia salteña. Murió en la Ciudad de Salta.
Falleció en la ciudad de Salta el 23 de julio de 1888 a los 89 años por insuficiencia cardíaca.

## Obras destacadas
- Dios
- A la Virgen del Milagro
- Poemas del Paisaje
- Gloria a Salta
- Tiempo Añorado
- Elogio de la Vida Provinciana
- En los Tiempos Gloriosos
- Florilegio del Milagro y Santoral
- La Esposa del Oidor

Otras